# Gallarín y el tesoro del rey Almanzor
Entre Noalejo y Arbuniel, se encuentra el cortijo de la torre, ubicado sobre el cerro de la Atalaya y nombrado así por una edificación árabe que allí había. El cortijo estaba en manos de un musulmán llamado Gallarín, que mandó construir en los cerros torres de vigilancia, Almanzor, que visitaba a su amigo con frecuencia en su escondido rincón de Sierra Mágina. En una de ellas. Almanzor, en un gesto premonitorio de su trágico final en Calatañazor, le propuso esconder en algún lugar secreto de vasta propiedad todos los tesoros que había acumulado durante su vida. Los súbditos de Gallarín construyeron un foso para el tesoro, un complejo sistema para colocar todas las riquezas
En el testamento de Almanzor se lee lo siguiente:

A cinco leguas de Jaén, sitio de la Torre, señas mas principales: loma de Cabras y el castillo derribado en la atalaya que divisa siete torreones. El terreno que allí existe tiene dedos y yemas y rayas en las piedras. Un árbol negro con un tronco muy grueso y unos endrinos. Tres mogotes de piedra hechos de la mano del hombre, uno enfrente de Coloma y los otros dos al hilo del éste. De uno de ellos baja un carril desmochado de piedras, cuando acaba, a tres metros en dirección al sol saliente, una piedra igual de ancha que de larga tapa un agujero y a continuación un pasillo ancho y largo, no hagas caso de cuanto veas y oigas, sigue adelante hasta que veas el final dos poyos grandes.

Durante años el tesoro se ha buscado pero sin éxito.